# كلارا لينز
كلارا لينز (بالمجرية: Lenz Klára)‏ هي فنانة مجرية، ولدت في 30 يونيو 1924 في بودابست في المجر، وتوفيت في 16 فبراير 2013 في مدريد في إسبانيا.